# Arnaud Dumond
Pour les articles homonymes, voir Dumond.
 (octobre 2018).
Arnaud Dumond, né le 2 juin 1950 à Boulogne-Billancourt, est un guitariste concertiste, compositeur, professeur et chroniqueur français. Titulaire de prestigieux prix internationaux (Radio-France, Tokyo-Yamaha, Gaudeamus...), il compte 20 disques à son actif. Il est décrit par le site spécialisé guitaremag.com comme « une des personnalités musicales les plus passionnantes de la scène française ». Il s'est déjà produit dans plus de 70 pays.

## Biographie

### Formation
Après avoir débuté la musique en autodidacte, dont  le flamenco, il entreprend et achève des études supérieures de guitare classique à l'École Normale de Musique de Paris sous la direction d'Alberto Ponce d'où il ressortira 3 ans après avec la Licence de Concert, obtenue à l'unanimité et le maximum de points. Il fréquente également les stages d'été d'Emilio Pujol et Narciso Yepes en Espagne, John Williams en Angleterre, puis bénéficie des conseils du grand professeur iranien Joseph Urshalmi qu'il rencontre en tournée en Israël.
Il visite les classes d'analyse de Jean-Pierre Guézec (« boulèzien »), Maurice Ohana et Nadia Boulanger, laquelle l'invite à venir jouer au Conservatoire Américain de Fontainebleau, puis à y enseigner sous la direction de Narcís Bonet.

### Guitariste concertiste
Arnaud Dumond est le premier guitariste français à remporter le 1er prix du Concours International de Guitare de Paris-Radio-France, fondé par Robert J. Vidal , considéré comme le plus important concours de guitare au monde. A ce prix prestigieux s'ajouteront celui du Concours international Gaudeamus (Amsterdam)  pour interprètes de musique contemporaine -  celui du Concours Yamaha de Tokyo - pour interprètes-compositeurs - celui des Jeunesses Musicales Internationales à Belgrade. A chaque fois Dumond y remporte également le Prix du public, et à chaque fois il y est soit le seul Français soit le seul guitariste, ce qui contribue à faire de lui l'un des rares musiciens à avoir sorti la guitare de son ghetto traditionnel.
Interprète d'un tempérament éclectique, il se distingue d’abord par une approche engagée envers la musique contemporaine en créant un festival à Paris dans les années 1990 – la S.P.A.G. (Semaines de Paris autour de la guitare) –, sous la présidence d'honneur de Maurice Ohana, Luciano Berio, Elliott Carter et Edison Denisov, qui le soutiennent dans cette entreprise de 5 années où il s'agit de décloisonner la guitare en l'associant aux autres instruments et à la voix par des créations contemporaines (plus de 200 oeuvres jouées par une centaine d'interprètes). Il crée lui-même des pièces et interprète de nombreuses œuvres contemporaines. Le 2 février 2022, au Grand Théâtre de Genève, il représente la guitare pour l'intégrale des Sequenze de Luciano Berio en présence du compositeur.
Arnaud Dumond a joué dans plus de soixante-dix pays ainsi qu'en de très nombreuses villes de France. Il effectue de grandes tournées en Asie, Australie, Japon, USA, Russie etc. et continue à enregistrer de nombreux albums salués comme des disques de référence dans sa spécialité. L'année 2024 voit de nouvelles albums en réalisation : une anthologie d'œuvres de Leo Brouwer, des musiques de la Renaissance Anglaise & Espagnole jouées à la guitare mais aussi sur le luth Renaissance. Un disque consacré aux musiciens baroques : Rameau, Couperin, De Visée, Logy, Bach... est attendu en 2026.

#### Guitare et autres instruments
Dumond s'est produit en compagnie de prestigieux musiciens tels les flûtistes Georges Alirol, Pierre-Yves Artaud et Alain Marion, le pianiste Claude Bolling (concerto pour guitare et Trio jazz à Monaco notamment), les clavecinistes Elisabeth Chojnacka et Michèle Delfosse, les violonistes ou violoncellistes baroques Patrick Bismuth, Philippe Foulon, JP Nouhaud, le bassiste et batteur Jaco Pastorius et Armando Poleo, ou encore William Parrot et André Stocchetti, flûtes à bec, l'Ensemble Contrechamps de Genève etc. Il a joué en compagnie de chefs d'orchestre et de chœur tels Philippe Nahon, Cyril Diederich, John Eliot Gardiner, Leo Brouwer, Philippe Bride, Daniel Kawka, Jean-Pierre Wallez, Jean-Marie Curti, Roland Douatte, Leo Samama...

#### Collaborations avec d’autres guitaristes
Il a joué également avec d’autres guitaristes parmi lesquels Alexandre Lagoya, Marcel Dadi, Pierre Pesnon, Roland Dyens, Yan Vagh, Mathias Duplessy, Gérard Verba, Jean-François Deruy... Avec Frédéric Bernard et d'autres il prépare l'enregistrement de l'intégrale de ses propres compositions et arrangements pour duo de guitares. Parallèlement à sa carrière de soliste il a créé depuis 20 ans un duo de guitare classique "enflammée", dit-il, par la guitare flamenca" avec les grands maîtres andalous que son Pedro Sierra et Miguel-Angel Cortès en Espagne, France, Suisse, Canada, Australie, Chine... Projets en cours : Corée, Nouvelle Zélande USA... Il s'est et se produit également avec divers partenaires dont Vincent Le Gall, Jean-Baptiste Marino, Samuelito, Paco El Lobo, Elenita Romàn.

#### Accompagnement
Arnaud Dumond s'est plu - et continue - à accompagner la littérature avec le concours de comédiens tels Anne Alvaro et François Marthouret (Journées Maria Casares), ou à travers des récitals de poésie/musique en compagnie de Marie-Christine Barrault, Alain Cuny, Jean-Marie Bernicat, Alain Carré (Brive), Pierre Lamy, Michel Paulin, Richard Vachoux (Genève), Frédérique Villedent, Clara Dumond, Paul Bouffartigue, Bertrand Festas, Rabah Medaoui (Théâtre Gérard-Philipe de Saint-Denis en 2016-17) etc.

### Professeur de musique
Arnaud Dumond a enseigné au Conservatoire du 9e arrondissement de Paris (Dir. A.Loewenguth), à l'ENM d'Evreux, à l'Institut Catholique de Paris, au CRD de Créteil, à l'Académie d'été de Fontainebleau (dir. Nadia Boulanger et Narcis Bonet). Il a donné des stages et master classes dans une soixantaine de pays : États-Unis, Suisse, République tchèque, Ukraine, Russie, Allemagne, Japon, Hongrie, Angleterre, Italie, Grèce, etc. et dans de nombreuses villes françaises. Il est aujourd'hui professeur titulaire émérite hors classe. Il enseigne à Paris et dans des stages d'été, invité tant en France qu'à l'étranger. Il anime chaque été un stage à Limoges, auquel il associe depuis quelques années la guitare flamenca. Sa pédagogie encourage la construction d'une technique dite "naturelle". L'importance de la production sonore, de plénitude ou de timbre, y est fondamentale en tant que productrice de sens. Il demande enfin que la musique ait la même clarté d'articulation, de logique sonore et de fantaisie que les mille nuances de tout langage parlé. Il adopte en cela la formule du philosophe Baltazar Gracian :" Il faut jouer difficilement ce qui est facile et facilement ce qui est difficile..."
Il est l'auteur de plusieurs recueils ("Répertoires pédagogiqes" 1-2-3) et méthodes , dont une préfacée par Leo Brouwer.

### Chroniqueur
Aranud Dumond a écrit des papiers occasionnels parus dans plusieurs médias tels que guitaremag.com, La lettre du Musicien, France-Musique, Le Monde, Libération, Les Cahiers de la Guitare, Guitare Classique

### Compositeur
Parallèlement à sa carrière de concertiste, Dumond poursuit celle de compositeur. Attiré à ses débuts vers une musique modale/atonale reposant aussi sur les couleurs et les bruits, expressive dans ses allégories sonores ("Médée Midi Désert" ou "Miroirs de Lascaux"), il revient progressivement vers des  tonalités et modalités élargies tout en s’efforçant de bâtir dans chaque œuvre une dramaturgie singulière. Il éprouve également un besoin d'appartenance à l'Histoire de la musique au moyen de nombreuses citations ou détournements de thèmes, afin de "conjurer la dépossession ou le  refoulement du passé culturel d'où nous venons". On a pu évoquer à son sujet des univers de musiciens tels que Alfred Schnitke (Russe), Valentin Silvestrov (Ukrainien), Maurice Ohana (France-Espagne). En marge d’œuvres consistantes - où la guitare est souvent absente, tel son Requiem, ses concerti avec orchestre, sa Messe in terra pax, son Quintette à cordes etc.) il écrit de nombreuses commandes pour ensembles de guitares à la demande de divers conservatoires ou associations, tout en s’efforçant de faire naître en chaque oeuvre, là encore, un argument poétique structurant (Mozart à Paris, Boulevards de solitude, Le temps voleur en fuite...), et en leur adjoignant d’autres instruments ou voix. Les plus récentes sont incluses dans un disque de l'ensemble québécois "Forestare"  en compagnie d'œuvres de Ravel, Debussy et Dyens). En 2024 une de ses musiques pour ensemble et voix a été primée en tant que Hymne de la 3e Olympiade de la guitare de Volos (Grêce).
A son actif on compte plus d'une centaine d'œuvres pour guitare de toutes natures : soli, duos  quatuors ou ensembles pour guitares, mais aussi des œuvres pour guitare et un autres instrument (flûte, violon, violoncelle, clarinette, percussion, récitant, voix). On lui doit des oeuvres pour chœur, orchestre et ensemble divers (voir catalogue ci-dessous). Il est l'auteur de plusieurs concerti pour guitare(s) et orchestre. Quoique athée, il porte un intérêt soutenu à la musique sacrée par laquelle il s'attache à traduire en forme humaine les mythes et les rituels "divins", les transformant en métaphores de la condition humaine : Messe in terra pax, Requiem, Leçons de ténèbres, Quintet Jardin des olivier-ce soir-soyez seul, madrigaux.
Son Requiem de la nativité (pour Chœur mixte, Chœur d'enfants, 2 sopranos, 2 récitants, ensemble instrumental et ensemble de cordes pincées) fut créé en la cathédrale de Reims le 17 octobre 2010, puis donné trois fois en l'Église de la Madeleine à Paris avec les récitants Marie-Christine Barrault, Michael Lonsdale et Robert Hossein. Ce Requiem, dont la première version fut dirigée par  Philippe Nahon, Maurice Bourbon, Johann Fargeot, a été joué depuis dans plusieurs cathédrales en France (Reims, Évreux, Rouen, Laon) sous les directions respectives de Stéphane Candat (assistant Frédéric Bernard), Agnès Stocchetti et Joachim Leroux.

## Compositions

### Chœur et/ou orchestre
- Requiem pour une Nativité (1 h 50 min), Oratorio pour chœur mixte, chœur d'enfants, soprano et mezzo-soprano, récitants, ensemble instrumental (flûte, clarinette, cor, trompette, quatuor à cordes, percussions) et ensemble de cordes pincées.
- Messe in terra pax (30'), pour chœur mixte a cappella avec accompagnement d'orgue ad lib - 1er et 2d Prix concours Ciudad Ibague en Colombie.
- Un jour de nuit pour orchestre à cordes, en 5 mouvements (30 min) 2021.
- Jusque dans l'Oubli je t'aimerai… (hommage à Orphée & Eurydice) (8 min), chœur mixte, quatuor vocal et orchestre d'harmonie
- Sonnerie à réveiller les morts (15'), pour chœur mixte, quatuor vocal et orchestre d'harmonie - Enregistré sur CD
- Voi ch'intrate… (14'), pour chœur mixte (texte de Dante, extrait de l'Enfer, Divine comédie).
- Et nous ferons des plorations vers la lumière inclinés… (6 min), pour quatuor vocal, chœur mixte et orchestre d'harmonie.
- Passion selon (Une histoire de Monsieur Jésus), oratorio pour récitants, chœur, solistes et ensemble orchestral - en cours[Quand ?].
- À la gloire des Dieux qui n'existent pas, oratorio multiconfessionnel - en cours[Quand ?].
- Cêne de ménage (6 min), pour chœur mixte a cappella
- Folia des enfants qui n'ont plus de maison (5 min), pour chœur d'enfants, texte de Debussy - en révision.
- Agnus & Paradisum (10 min), pour chœur d'enfants (extraits du Requiem de la nativité).
- Notre père (4 min), pour ensemble vocal a cappella - en cours.
- L'amour est infatigable (4 min), pour chœur mixte a cappella, texte de Paul Verlaine.
- Partir-revenir (5 min), pour orchestre d'harmonie - en révision.
- Livre de Madrigaux (Les loups, Ma-man, Lumières etc.) - en révision.

### Musique de scène ou de films
- Eldorado, film de Carlos Saura, soli et duos avec le chanteur Amancio Prada. Sur CD.
- Catherine, pièce de Guy Kerner, pour violon solo (créée par Jean Mouillère)
- Les Troyennes, texte d'Euripide, mise en scène de Pierre Lamy
- Des bleus à l'âme, film de Jean-Louis Bertuccelli (sur France 2) - Enregistré sur DVD
- Whisper, bande pour orchestre, ballet de Marie-Laure Bédel-Tarneaud
- Hope, bande de musique électroacoustique, ballet de Marie-Laure Bédel-Tarneaud - Enregistré sur DVD
- Aladin, musique pour quatuor : clar. ou sax.sop., cello, guit. et ctrebasse. Ballet de Marie-Laure Bédel-Tarneaud - sur DVD
- Profanes, musique de scène d'après Jeanne Benameur (Grand Prix RTL - Lire) mise en scène Antoine Chapelot - 2016
- Cosi fan pute ou Les aventures d'une libertine - opéra - en cours[Quand ?]
- Le château de Barbe-Bush ou L'horreur est humaine- opéra - en cours[Quand ?]

### Concertos pour guitare(s) et orchestre ou chœur
- L'arbre aux aurores (40 min), Concerto pour orchestre et guitare (2004)[3].
- Allegro barbaro (10 min) pour 2 guitares et orchestre de guitares + contrebasse. 2018.
- Concerto pour 2 guitares et orchestre à cordes ou quintette à cordes (V1, V2, A, Vc, Ctrb) (35 min) (création 2016)
- Neige sous les orangers (15 min), Concertino pour guitare et orchestre à cordes - en révision
- Compter Until Zwölf (12 min), Concertino pour guitare soliste et ensemble de guitares par quatre.
- Psaumes sans paroles (15 min), Concerto breve pour chœur mixte et guitare - en révision

### Musique de chambre
- Un jour de nuit (35 min) en 5 mouvements pour Quintet à cordes ou Orchestre à cordes - 2020
- Empressement & Passacaille pour trio à cordes d'amour (viole, cello, violone) et théorbe (8 min)
- Médée Midi Désert (13 min), pour flûte à bec & guitare (versions flûte & clarinette) - Prix Yamaha - Enregistré sur CD
- Miroirs de lascaux (10 min), pour clavecin et guitare - Enregistré sur CD - Enregistré sur CD
- Pas de deux (10 min), pour violon et guitare - Enregistré sur CD - Solo violon
- Neiges (10 min), pour marimba, petites percussions et guitare
- Colloque senti et mental (4 min), pour violoncelle et contrebasse (+ voix des deux instrumentistes)
- Les trois faces du silence (7 min), pour violoncelle et guitare - 2021
- Défaites galantes / Hommage à Watteau - textes de Verlaine (15 min), sextet pour soprano, basse, flûte, violon, contrebasse et guitare - en cours
- Le grand chaperon rouge (7 min), mono-drame pour percussionniste et ensemble de tambours à peaux
- Plus d'Amour grâce au lierre, par la pierre plus de Temps, pour violon, violoncelle, guitare et récitant - en cours
- La guitare endormie (7 min), pour récitant(e) et guitare (textes de Pierre Reverdy) créé par Alain Cuny
- Jardin des oliviers - ce soir - soyez seul (25 min), pour quatuor à cordes et guitare.
- Roman (7 min), pour guitare et quatuor à cordes
- Adagio & Passacaille (7 min), pour duo de guitares en trio avec flûte
- Claires et nettes (5 min), pour ensemble de clarinettes
- Sax à piles (5 min), pour ensemble de saxophones
- Un silence si doux (5 min), pour ensemble de flûtes et flûtes à bec
- Suite Aladin (40 min), douze mouvements pour quatuor : clarinette ou saxophone soprano, violoncelle, guitare et contrebasse.
- Sonnerie du Cor des Alpes (4 min), pour Cor des Alpes et Sextuor (juin 2015) commande Festival des Instruments d'Amour.
- Dernier quatuor à cordes - en cours
- Rhapsodie (4 min 30 s), pour clarinette et guitare, version pour quatuor avec clarinette, guitare, cello, contrebasse

### Musique électroacoustique
- Un rêve sans importance spéciale (10 min) pour guitare m.i.d.i. et synthétiseur Korg, - Audio sur arnauddumond.com (juke-box) et sur CD
- Oud of Africa (11 min) (textes de Césaire et Isabelle Rimbaud) pour guitare m.i.d.i, meta-instrument & voix, avec Francis Faber
- Solo (5 min), pour guitare m.i.d.i. et électronique live avec Francis Faber - sur CD - Audio sur arnauddumond.com (juke-box) - Prix du Concours Lycéen de La Lettre de la Musique.
- Hope (25 min), bande de musique électroacoustique, ballet de Marie-Laure Bédel-Tarneaud
- Derviche tourneur le retour (5 min) (Double CD en Hommage à Marcel Dadi chez Déclic production - pour guitare m.i.d.i. et électronique live

### Quatuor de guitares / ensembles de guitares
- Cordes de brume (8 min), commande de Genève-Meyrin, créé au Japon
- La sortie est au fond de l'espace pour slameur, guit. électrique, ens. de guitares, contrebasses. Commande Québec, en cours
- Le Temps voleur en fuite (15 min), Éditions Oz-Dobermann, Canada
- Trois musiques plectrales (10 min), pour ensemble de mandolines et guitares - Prix Concours Suisse.
- Fandin'go (7 min), pour 4 ou 5 guitares
- John Lennon les notes (5 min), Éditions Oz-Dobermann, Canada
- Choral & Bal (6 min), Éditions Oz-Dobermann, Canada
- Elégie & Passacaille (8 min)
- Grande sonnerie (6 min), pour ensemble de guitares, violons, flûtes et percussion
- Un instant si doux (5 min), version pour 4 ou 5 guitares
- Symphonie no 1 de Gustav Mahler (3e mouvement) Adaptation pour ensemble de guitare. Commande du Festival de St Paul 3 Châteaux
- Promenade en ville (7 min) pour trio de guitares (2015)
- Cela s'appelle l'aurore pour trio de guitares - en cours
- Parfums d'Europe (6 tableaux) (20 min) : Au pas de Bretagne, Blues d'est, Bouquet de Sévillanes, Air de Macédoine, Barcarole mittel Europa, Train de nuit.
- Boulevard de solitudes 7 min pour quatuor de guitares, 2017
- Quatre valses de saisons 12 min pour quatuor de guitares, 2017
- Marche au pas de Bretagne 8 min pour ens. de guitares par 4, guit. électrique, perc. et ctrebasse, 2017
- Pluie d'étoiles sur Loire 8 min R. Dyens in memoriam, pour ens. de guitares par 5, guit. électrique, voix, perc. et ctrebasse, 2017
- Allegro barbaro (10 min) pour 2 guitares et orchestre de guitares & contrebasse. 2018
- Homenaje a Lorca (13 min) 2018 quintette de guitares + basse 1) Un silencio de tambor 2) Allegro apassionato (commande Festival de Petrer)
- Lumières sur le St Laurent (11 min) pour guitare électrique, ensemble de guitares & basse ' - 2020 Commande Ensemble Forestare, Québec.
- Allegro barbaro pour 2 guitares solistes et ensemble de guitares, commande de l'ensemble Forestare, Québec, 2019.
- Mozart à Paris (10 min) pour ensemble de guitares, 2 harpes, percussion et chœur d'enfants (2023)
- Passacaille de Noisy pour ensemble de guitares par 7, commande. 2022

### Guitare seule
- 24 preludes
- 36 études de style
- 9 leçons de ténèbres 40 min
- 7 Sonates :
- Sonate 1 Lythanie - Sonata da requiem (13 min), Éditions Transatlantiques - Enregistré sur CD - Prix Concours de Radio-France  (1969-1975) 14 min 15 s
- Sonate 2 Tank'go home (1980 & 2015) 13 min
- Sonate 3 Un silence d'oiseaux (1984) 11 min 30 s
- Sonate 4 Sonnerie (1998) 9 min 30 s
- Sonate 5 Prelude & Toccata (2016) 8 min
- Sonate 6 Recitatif, Bel canto & Procession
- Sonate 7 Hymne (en cours) 12 min
- Sonate 8 Invocacion y joropo 13 min (2019)

- Récitatif, bel canto & procession (7 min) (1er mvt de la Sonate n°6) Commande du Concours d'Antony 2018
- Sonate n°8 : Incantacion y Joropo
- Prélude et Toccata (8 min), commande du Concours International Robert Vidal de Barbezieux, 2016 Editions Lemoine
- Leçons de Ténèbres (45 min) en 9 mouvements, pour guitare et 9 cierges que l'interprète éteint un à un
- My Lady Boleyn's Ballad (5 min) 2016. Enregistré sur CD
- Un silence d'oiseaux (10 min) - Enregistré sur CD
- Comme un Tango (1980) ossia Tank'go home (2016), (13 min) Éd. Oz-Dobermann - Prix Concours GFA, Usa.  neo-tango dédié à Salvador Allende et Lech Walesa
- Cinq hommages français (20 min), à Couperin, Milhaud, Poulenc, Debussy, Ravel, Ed. Oz-Dobermann - Enreg. sur CD
- Cinq Haikus atonaux (7 min), Éditions Transatlantiques, Paris - Enregistré sur CD
- Variations sur la Folie (8 min), Éditions Oz-Dobermann, Québec, Canada
- Sol à Seul (7 min), pour guitare et voix de l'interprète - Enregistré sur CD
- Christmas music (8 min) dédié à Stephen Robinson, Orlando University
- 36 études de style (50 min), en 3 Cahiers A B C, Éditions Lemoine, Paris puis Editions d'OZ - Dobermann au Canada.
- 24 préludes rassemblés pour guitare (1 h 15 min) à paraître en 2024 (Se souvenir des belles roses, Au bout de la nuit, C'est un vent qui vient de la mer, À l'adieu, Oublier Venise, Liés-tirés-fraternité, La soutenable légèreté de l'arpège, etc.)
- Greensleeves'changes (6 min), Éditions Van de Velde (chez Éditions Lemoine)
- Célèbre Sarabande de Haendel arr. A. Dumond - Enregistré sur CD - Éditions Oz-Dobermann
- Quatre petites saisons (Tant de printemps, Sol étude d'été, Passacaille d'automne, Raga d'hiver) et Erre Landes - Éditions JC Soldano
- Tant va au ciel (4 min) Roland Dyens in memoriam, disponible sur guitaremag.com[4]

### Duo de guitares
- Tank'go home (12'), version 2020 pour 2 guitares créée par F. Bernard et l'auteur
- Un rossignol sur le cœur (13') (A Roland Dyens in memoriam Duet) Editions ADN 2017
- Au bout de la nuit (4 min), en Duo et en Solo, Productions d'Oz, Québec, Canada
- Adagio & Passacaille (8 min), Éditions Oz-Dobermann, Québec, Canada
- Ground for two (4 min), Québec, Canada - Enregistré sur CD
- Greensleeves'changes duet, 10 variations sur Greensleeves (6 min), Éditions Oz-Dobermann - Enregistré sur CD
- Flammes and Co (8 min) - en cours
- My Lady Boleyn's Ballad (6 min) Enregistré sur CD
- Six petits duos et trios ("J'aime nos petits", Valses, Agua d'eau, Dissonances dynamiques etc)
- Arrangements ou secondes voix :
  - Chaconne de JS Bach (13 min), avec une seconde voix de A. Dumond
  - Sinfonia en Mi majeur de J.-S. Bach (5 min), avec une seconde voix de A. Dumond
  - Catedral de Barrios (Allegro solennel) (4 min), avec une seconde voix de A. Dumond - Enregistré sur CD
  - Deux Préludes de JS Bach (Do et ré min), avec une seconde voix de A. Dumond - Enregistré sur CD
  - Étude de Sor en si mineur avec une seconde voix de A. Dumond - révisée et augmentée en 2018
  - Valse à l'envers sur la valse Bellefleur de P Van der Staak, Editions ADN 2018

### Piano
- 24 petits préludes, Éditions Soldano à paraître en 2024
- Dernière Sonate - en cours

## Ouvrages pédagogiques
- Répertoires Pédagogiques Volume 1 - vol. 2 (duos) - vol. 3 (70 créations de guitaristes-compositeurs-enseignants) Éd.Transatlantiques
- La guitare Méthode pour débutants - Préface de Leo Brouwer - Éditions Van de Velde - en révision
- Faire l'âme pour avoir du son - Recueil d'articles et de pensées - en cours

## Discographie
Arnaud Dumond a enregistré ou participé à une vingtaine de disques, du luth à l’électroacoustique, comprenant divers duos : avec flûte (William Parrot), clavecin (Michèle Delfosse), avec guitare flamenca (Vincent Le Gall, Jean-Baptiste Marino, Samuël Rouesnel "Samuelito", Pedro Sierra), avec guitare jazz (Yan Vagh), avec guitare folk (Pierre Pesnon), avec electronic live (Francis Faber).
GUITARE SEULE :
- Les Grandes pages de la guitare vol. 1 (soli, duos, quatuor) (Asturias, Aranjuez, La catedral, Koyunbaba de Domeniconi, Mudarra, Sarabande de Haendel, Recuerdos de la Alhambra, Le Temps voleur en fuite (quatuor), Différences sur Greensleeves et Ground de A.Dumond, en compagnie de Céline Bernard-Perrotey), Intégral Classic.
- Dumond joue BROUWER, une anthologie (Etudes simples, Danza caracteristica, Elogio de la Danza, Canticum, Tarentos, La espiral eterna).
- Les Grandes pages de la guitare vol. 2 & 3 (Bach, Ponce, Rodrigo, MD Pujol, Barrios, Staak, Narvaez, Brouwer, Santorsola, Schubert, A.Dumond) à paraître
- Les plus belles pages de la guitare (Bach, Barrios, Kleynjans, Dyens, Tarrega, Pujol, Ponce, Villa-Lobos), CD VERANY, 1990
- Œuvres pour guitare seule d'Arnaud Dumond vol.1 (Un silence d'oiseaux, Comme un tango, Lythanie-Requiem, 5 Hommages français, Haïkus atonaux, Solo electroacoustique), Intégral Classic
- Œuvres pour guitare seule d'Arnaud Dumond vol.2 (9 Leçons de ténèbres, 5 Haïkus atonaux, Seul, transcr.), HML Records (Pays-Bas)
- Œuvres pour guitare seule d'Arnaud Dumond vol.3 (24 préludes, 36 études de style) - double CD à paraître
- Une guitare dans le Romantisme (Mertz, Sor, Giuliani, Heinrich Albert), chez Intégral Classic
- Musiques d'Amérique Latine (Barrios, Villa-Lobos, Lauro, Brouwer, Ponce, Pernambuco, Achaval), Disque noir Cezame-Argile
- Airs et danses de la Renaissance (France & Europe du Nord), Disque noir Cezame-Argile
- DUOS :
- Classical Animals en duo avec Yan Vagh (sur des thèmes de Prokofiev, Beethoven, Barrios, Carcassi, Bach, Bartok...) Disques ADHOC sortie 2018.
- Flûte et guitare au XXe siècle (Dumond, Médée Midi Désert, Ibert, Villa-Lobos, Satie, Bartok + Ohana en solo), chez Mandala / Harmonia Mundi
- Clavecin, Luth & Guitare (Dowland, Milano, Johnson, Ortiz, Besard, Vivaldi, Beethoven, Bocherini, Dumond Miroirs de Lascaux , CD Mandala / Harmonia Mundi
- Rencontre du 2e type avec Pierre Pesnon, guitare folk (arrangements sur des pauvres de Bach, Cardoso, Bartok, Theodorakis, Mozart, Vivaldi, Villa-Lobos)
- Flammes and Co (Albeniz, Falla, Rodrigo, Sanz, Le Gall, Dumond), avec Vincent le Gall, chez Intégral Classic
- Un rêve sans importance spéciale, concert électroacoustique (Faber, Sédes, Mannis, De Laubier, Corregia, A. Dumond), Intégral Classic
- Totem, concert électroacoustique avec Francis Faber (Faber, Anne Sédes, Mannis, Dumond)
- Clàsico por Flamenco avec le guitariste Pedro Sierra (Haendel, Falla, Piazzolla, Rodrigo, Albeniz, Dumond...)
- CHOEUR, ORCHESTRE :
- Messe in terra pax par le Chœur Bulgare de Plovdiv (+ Mozart et Chants bulgares)
- Jusque dans l'Oubli je t'aimerai… Œuvres pour chœur vol.1, (Hommage à Orphée, Sonnerie à réveiller les morts, Messe in terra pax, Suite de Requiem, Cêne de ménage), chez Intégral Classic
- Concerti pour guitare d'Arnaud Dumond : L'arbre aux aurores, Concerto pour 2 guitares et orchestre, Neige sous les orangers, Psaumes sans paroles etc. en cours
- El Dorado, musiques pour le du film de Carlos Saura

## Prix et distinctions

### Guitariste
- 1973 et 1972 : 1er et 2nd Prix du Concours International de Paris Radio-France (2nd prix en 1972). Il est le premier guitariste français à remporter le 1er Prix de ce Concours (Théâtre des Champs Élysées)[5].
- Prix du Public et 3e Prix du Concours Gaudeamus de Musique Contemporaine (ouvert à tous les instruments)[5] : il est le premier guitariste à arriver en finale dans l’histoire de ce Concours[6].
- Prix du Public et 1er Prix au Concours Yamaha pour Interprètes-Compositeurs de Tokyo[6], interprétant lui-même son œuvre Médée Midi Désert pour flûte (William Parrot) et guitare.
- Prix du Public et 2e Prix du Concours des Jeunesses Musicales Internationales de Belgrade[5]
- Membre honoraire du Conservatoire Rachmaninov de Moscou.

### Compositeur
- 1er et 2nd Prix du concours "Ciudad Ibague" en Colombie pour sa Messe in terra pax pour choeur mixte et orgue.
- Prix Lycéen des compositeurs de La Lettre du Musicien pour Solo / version électroacoustique avec Francis Faber.
- Prix du concours de Radio-France pour Rhapsodie diabolique créée par Turibio Santos. La nouvelle version de cette œuvre s'intitule Lythanie / Sonata da Requiem. Editée.
- Prix du concours de composition GFA aux États-Unis pour Leçons de Ténèbres pour guitare seule.
- Prix Fondation Menuhin pour Comme un tango, 13 décembre 2008.